# Chandrapur (huyện)
Huyện Chandrapur là một huyện thuộc bang Maharashtra, Ấn Độ. Thủ phủ huyện Chandrapur đóng ở Chandrapur. Huyện Chandrapur có diện tích 11443 ki lô mét vuông. Đến thời điểm năm 2001, huyện Chandrapur có dân số 2077909 người.